# Xylobosca vidua
Xylobosca vidua là một loài bọ cánh cứng trong họ Bostrichidae. Loài này được Blackburn miêu tả khoa học năm 1890.